# Talon Petroleum
Talon Petroleum C.A. fue una empresa petrolera venezolana de capital privado, fundada el 10 de diciembre de 1952 por el empresario e ingeniero venezolano Rafael Tudela Reverter. Llegó a producir 4.000 barriles diarios de crudo para el momento en que cesó sus operaciones, el 31 de diciembre de 1975, con motivo de la entrada en vigencia en Venezuela de la Ley que Reserva al Estado la Industria de los Hidrocarburos.

## Historia
La primera concesión obtenida por Talon Petroleum es el traspaso de la antigua concesión que se otorgó en julio de 1907 a Bernabé Planas para la explotación de asfalto y petróleo, que cubría una gran extensión de terreno en el Distrito Buchivacoa (hoy Municipio Mauroa) del Estado Falcón, donde se conocían grandes manaderos activos de petróleo, principalmente en el sitio donde hoy se ubica la población de Mene de Mauroa.
El campo El Mene había sido descubierto en 1921 por la empresa British Controlled Oilfields con el pozo "El Mene-1". Fue seguido por los campos Hombre Pintado en 1926 y Media en 1929. Para el momento en que esta concesión fue traspasada a Talon Petroleum -1952- los yacimientos se hallaban en un estado de avanzado agotamiento, por lo cual la empresa recibió como incentivo una disminución en el canon por regalías e impuesto sobre la renta.
En 1969, el 89% de las acciones de Talon Petroleum fueron vendidas a la empresa estadounidense Home-Stake Production Co., con cuya tecnología se esperaba mejorar la recuperación en los yacimientos concesionados a Talon. HIDECA, de capital venezolano y también fundada por Tudela adquirió en febrero de 1974 el paquete accionario que Home-Stake poseía en Talon Petroleum. Ese mismo mes, el gobierno de Venezuela nombra a una comisión para estudiar la posibilidad de adelantar la reversión de las concesiones -cuyo fin estaba estipulado para 1983- y sus bienes afectos, en la cual participó el Ing. Tudela, quien a pesar de poseer intereses particulares que iban a ser afectados directamente, presentó al Presidente de la República -junto a dicha comisión- en diciembre de 1974, un proyecto de ley para adelantar la reversión de las concesiones.
El 1 de enero de 1976, luego de ejecutada la Ley que Reserva al Estado la Industria de los Hidrocarburos, Talon Petroleum pasa a convertirse en la nueva operadora estatal Taloven, filial de Petróleos de Venezuela